# Hifuyo Uchida
Hifuyo Uchida (fl. XX secolo) è stato un calciatore giapponese, di ruolo attaccante.

## Carriera
Nel 1925 disputò due partite nella Nazionale di calcio del Giappone durante l'edizione di quell'anno dei Giochi dell'Estremo Oriente, a Manila.
Hifuyo Uchida ha anche fatto parte della squadra comunale di Osaka.